# Kreis Neidenburg

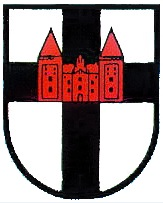
Wappen des Kreises mit Deutschordenskreuz und Neidenburg

Der Kreis Neidenburg war ein preußischer Landkreis in Masuren. Er bestand in verschiedenen Ausprägungen von 1752 bis 1945. Sitz der Kreisverwaltung war die Stadt Neidenburg.

## Geographie

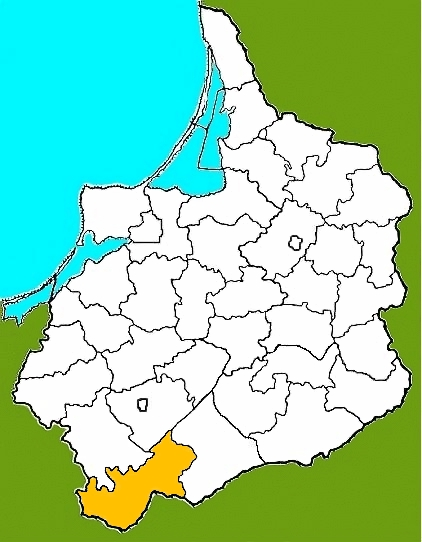
Lage in Ostpreußen in den Grenzen von 1818 bis 1920

Der Kreis lag im äußersten Südwesten der Provinz Ostpreußen. Er umfasste die südlichen Ausläufer des ostpreußischen Oberlandes mit den 229 Meter hohen Goldbergen als höchster Erhebung und reichte im Nordosten an die Masurische Seenplatte mit dem Hartig-, Malshöfer- und Narthsee als größten Gewässern. Die Flüsse Neide und Omulef hatten ihre Quellgebiete im Kreisgebiet.
In seinem bis 1920 bestehenden Umfang hatte der Kreis eine Flächengröße von 1.638 km², von der mehr als 50 Prozent landwirtschaftliche und etwa 30 Prozent Waldflächen waren. Am 1. Januar 1908 gehörten zum Kreis die beiden Städte Neidenburg und Soldau sowie 215 Landgemeinden und Gutsbezirke. 1910 hatte der Kreis 59.416 Einwohner, von denen 49.300 Protestanten waren.
Der Kreis war durch das Eisenbahnnetz gut erschlossen. In Soldau kreuzten sich die Bahnlinien Danzig–Soldau–Warschau und Thorn–Neidenburg–Lyck, in Neidenburg zweigte eine Strecke nach Allenstein ab. Ebenso führten die Reichsstraßen 382 Thorn–Soldau–Mielau, 389 Hohenstein–Neidenburg–Mielau und 395 Soldau–Neidenburg durch das Kreisgebiet.
Nennenswerte Industriebetriebe gab es in der Kreisstadt Neidenburg, wo sich eine Maschinenfabrik und ein Kupferwarenwerk niedergelassen hatten. Vorherrschend war die Landwirtschaft mit fast 1800 Betrieben, der nur rund 800 gewerbliche Betriebe gegenüberstanden. Daneben spielte auch die Forstwirtschaft mit vier Forstämtern und dreißig Förstereien eine bedeutende Rolle (alle Zahlen von 1944).

## Verwaltungsgeschichte
Eine erste landschaftliche Beschreibung für das spätere Gebiet des Kreises Neidenburg gibt es für die historische Landschaft Sassen. Diese im 13. Jahrhundert noch nahezu unbewohnte Urwaldregion wurde im ersten Viertel des 14. Jahrhunderts durch den Deutschen Orden besiedelt, fast hundert Jahre nach dem Beginn seiner Eroberung des zwischen Weichsel und Memel gelegenen Landes. Zur Verwaltung seines Herrschaftsbereiches richtete der Orden regionale Komtureien ein, für das Sassenland war zunächst die Komturei Christburg, ab 1341 die Komturei Osterode zuständig.
1349 erhielt Soldau als erste Siedlung Stadtrecht, 1381 folgte Neidenburg. Als 1525 der Ordensstaat in das weltliche Herzogtum Preußen umgewandelt worden war, wurden auch die geistlichen Komtureien aufgelöst und durch Kreise ersetzt. Soldau und Neidenburg mit ihrem Umland wurden dem Oberländischen Kreis zugeordnet, der seinerseits in zwölf Hauptämter untergliedert wurde. Unter ihnen befanden sich auch die Hauptämter Soldau und Neidenburg.

Der Kreis Neidenburg von 1752 bis 1818

### Verwaltungsreform von 1752
1752 führte Preußen eine Kreisreform durch, bei der aus den Hauptämtern Ortelsburg, Neidenburg und Soldau sowie dem Erbamt Gilgenburg der landrätliche Kreis Neidenburg gebildet wurde, der eine Fläche von ca. 3500 km² besaß. Daneben wurde ein steuerrätlicher Kreis Neidenburg gebildet, der ausschließlich aus den Städten Gilgenburg, Hohenstein, Neidenburg, Ortelsburg, Passenheim, Soldau und Willenberg bestand. Die steuerrätlichen Kreise wurden im Jahre 1809 aufgehoben.

Der Kreis Neidenburg in den Grenzen von 1818 bis 1920

### Verwaltungsreform von 1818
Im Rahmen der preußischen Verwaltungsreformen ergab sich mit der „Verordnung wegen verbesserter Einrichtung der Provinzialbehörden“ vom 30. April 1815 die Notwendigkeit einer umfassenden Kreisreform in ganz Ostpreußen, da sich die 1752 eingerichteten Kreise als unzweckmäßig und zu groß erwiesen hatten. Zum 1. Februar 1818 wurde ein wesentlich kleinerer Kreis Neidenburg geschaffen. Der neue Kreis Neidenburg umfasste die Kirchspiele Bialutten, Borchersdorf, Candien, Groß Koschlau, Groß Lensk, Heinrichsdorf, Jedwabno, Klein Koslau, Groß Schläfken, Lahna, Muschaken, Narzim, Neidenburg, Przlensk, Rywoczin, Saberau, Scharnau, Skottau, Soldau, Thurau sowie Usdau und hatte zu diesem Zeitpunkt 20.539 Einwohner.
Der Kreis gehörte damals zur Provinz Preußen, die dem späteren Ostpreußen entsprach. Zum 3. Dezember 1829 wurden die Provinzen Preußen und Westpreußen zur neuen Provinz Preußen zusammengeschlossen, die zum 1. April 1878 wieder geteilt wurde. Ab diesem Datum trug der Ostteil offiziell die Bezeichnung Ostpreußen.
Das Kreisgebiet war dem 1808 eingerichteten Regierungsbezirk Königsberg unterstellt, ab 1905 kam er zum Regierungsbezirk Allenstein. Bis 1910 hatte sich die Bevölkerungszahl des Kreises mehr als verdoppelt und betrug nun 59.416.

Muttersprache nach Kreisen im Jahr 1910 und Volksabstimmung 1920

### Gebietsabtretung an Polen 1920
Nach den Bestimmungen des Versailler Vertrages von 1919 musste am 10. Januar 1920 ein 501 km² großes Gebiet um die Stadt Soldau im Westen des Kreises mit 24.767 Einwohnern, von denen beim Zensus 1910 eine knappe Mehrheit von 54 % Polnisch, Kaschubisch oder Masurisch als Muttersprache angegeben hatte, an Polen abgetreten werden, da die Eisenbahnverbindung von Warschau nach Danzig über Soldau führte. Die Einwohnerzahl des Kreises sank dadurch auf etwa 38.500. Die Einwohner dieses Gebietes wurden ebenfalls durch den Versailler Vertrag zu einer Volksabstimmung über die Zugehörigkeit zu Ostpreußen oder Polen aufgerufen. Am 11. Juli 1920 sprachen sie sich mit 22.235 zu 330 Stimmen für den Verbleib bei Ostpreußen aus.

### Entwicklung nach 1920
Mit Wirkung vom 30. September 1928 wurde die Eigenständigkeit der Gutsbezirke im Freistaat Preußen aufgehoben; sie wurden in Gemeinden umgewandelt oder benachbarten Landgemeinden zugeordnet. Am 16. Juli 1938 wurden die Ortsnamen von 38 Gemeinden durch lautliche Angleichungen, Übersetzungen oder freie Erfindungen abgeändert, so z. B. Bartoschken in Bartzdorf, Dembowitz in Eichenau, Jablonken in Seehag, Puchallowen in Windau, Saddek in Gartenau usw.
Nach dem Überfall auf Polen wurde das 1920 an Polen gefallene Soldauer Gebiet am 2. September 1939 vom Deutschen Reich annektiert. Am 26. Oktober 1939 wurde aus diesem Gebiet der Kreis Soldau gebildet. Am 24. April 1940 erfolgte die Wiedereingliederung in den Kreis Neidenburg, dessen Bevölkerungszahl sich dadurch auf 64.560 erhöhte.
Am 21. Januar 1945 wurde das Kreisgebiet von der Roten Armee besetzt. Im Sommer 1945 wurde das Kreisgebiet von 1939 von der sowjetischen Besatzungsmacht gemäß dem Potsdamer Abkommen zusammen mit der südlichen Hälfte Ostpreußens unter polnische Verwaltung gestellt, während das Soldauer Gebiet sofort zurück an Polen fiel. Soweit die deutschen Bewohner nicht geflohen waren, wurden sie in der Folgezeit von den örtlichen polnischen Verwaltungsbehörden aus dem Kreisgebiet vertrieben.
Das Kreisgebiet ist heute auf die beiden polnischen Landkreise Powiat Nidzicki (Kreis Neidenburg) und Powiat Działdowski (Kreis Soldau) aufgeteilt.

## Einwohnerentwicklung
| Jahr | Einwohner | Quelle |
| ---- | --------- | ------ |
| 1800 | 53.450    | [ 7 ]  |
|      |           |        |
| 1818 | 20.539    | [ 8 ]  |
| 1846 | 36.621    | [ 9 ]  |
| 1871 | 52.645    | [ 10 ] |
| 1890 | 56.058    | [ 11 ] |
| 1900 | 55.293    | [ 11 ] |
| 1910 | 59.416    | [ 11 ] |
|      |           |        |
| 1925 | 38.599    | [ 11 ] |
| 1933 | 39.942    | [ 11 ] |
| 1939 | 39.486    | [ 11 ] |

## Politik

### Landräte
- 1752–177000Christoph Wilhelm von Boyen[12]
- 1777–178000Samuel Sigismund von Haubitz[12]
- 1780–180300Friedrich Leopold von der Goltz[12]
- 1804–181400George Wilhelm von Berge und Herrendorf[12]
- 1818–183900Johann Lakowitz[13]
- 1839–186700Alexander von Lavergne-Peguilhen (1803–1867)
- 1868–187700Karl von Portatius (1834–1877)
- 1878–188200Oskar von Hasselbach (1846–1903)
- 1882–188600Leo Becker (1840–1886)
- 1886–190600Bernhard Schultz
- 1906–191400Gustav Bansi (1870–1935)
- 1914–192800Werner von Mirbach (1878–1928)
- 1929–193200Philipp Deichmann (1889–1962)
- 1932–193700Gottfried Stein (1896–1977)
- 1937–194000Fritz Adam (1889–1945)
- 1940–194500Axel Crewell (1882–1945)

### Wahlen
Im Deutschen Kaiserreich bildete der Kreis Neidenburg zusammen mit dem Kreis Osterode in Ostpreußen den Reichstagswahlkreis Königsberg 8.

## Gemeinden

### Soldauer Gebiet
Das 1920 an Polen abgetretene Gebiet rund um die Stadt Soldau umfasste eine Stadt, 44 Landgemeinden und 22 Gutsbezirke:
| - Adlig Borowo - Bialutten - Borchersdorf - Brodau - Bursch - Chorapp - Dzwiersnia - Fylitz - Gajowken - Grallau - Grodtken - Groß Koschlau - Groß Lensk - Groß Przellenk - (Groß) Tauersee - Hansburg | - Heinrichsdorf - Hohendorf - Illowo - Kämmersdorf - Klein Koschlau - Klein Lensk - Klein Przellenk - Klein Tauersee - Klenzkau - Königshagen - Krämersdorf - Kraschewo - Kurkau - Kyschienen - Mansfeld - Meischlitz | - Murawken - Narzym - Neudorf - Niederhof - Niostoy - Pierlawken - Preußen - Priom - Prusken - Purgalken - Ruttkowitz - Rywoczin - Schönkau - Schönwiese - Sczepka - Sczuplienen | - Seeben - Skurpien - Sochen - Soldau, Stadt – mit: - Amalienhof - Kohlgardtshof - Rudolfsfelde - Tautschken - Usdau - Wansen - Wessolowo - Wiersbau bei Soldau - Wilmsdorf - Zworaden |

### Kreis Neidenburg 1938
Mit Stand vom 1. Januar 1938 gehörten zum Kreis Neidenburg eine Stadt und 109 Landgemeinden:
| - Allendorf - Alt Petersdorf - Balden - Bartkenguth - Bartoschken - Braynicken - Breitenfelde - Browienen - Burdungen - Camerau - Dietrichsdorf - Eichenau - Frankenau - Freidorf - Gardienen - Gimmendorf - Gittau - Gniadtken - Gorrau - Gregersdorf - Groß Grabowen - Groß Koslau - Groß Nattatsch - Groß Sakrau - Groß Schläfken - Großwalde - Grünfließ - Gutfeld | - Hartigswalde - Ittowken - Jablonken - Jägersdorf - Jedwabno - Kaltenborn - Kandien - Klein Grabowen - Klein Koslau - Klein Nattatsch - Klein Sakrau - Klein Schläfken - Kownatken - Krokau - Lahna - Layß - Lippau - Lissaken - Logdau - Lykusen - Magdalenz - Malga - Malgaofen - Malschöwen - Michalken - Modlken - Muschaken - Napierken | - Narthen - Neidenburg, Stadt - Neu Borowen - Neuhof - Niedenau - Olschau - Omulefofen - Orlau - Oschekau - Pawlicken - Pilgramsdorf - Powiersen - Radomin - Rettkowen - Reuschwerder - Roggen - Roggenhausen - Rontzken - Saberau - Sabloczyn - Sablotschen - Saddek - Saffronken - Sagsau - Salleschen - Salusken - Sawadden - Sbylutten - Scharnau | - Schiemanen - Schuttschen - Schuttschenofen - Schwarzenofen - Siemienau - Skottau - Skudayen - Sontopp - Steinau (bis 1931: Königlich Kamiontken) - Steintal (bis 1932: Adlig Kamiontken) - Taubendorf - Thalheim - Thurau - Ulleschen - Wallendorf - Waltershausen - Warchallen - Waschulken - Wasienen - Wientzkowen - Wiesenfeld - Windau - Wolka - Wolla - Wychrowitz |

Daneben bestanden noch die drei unbewohnten Forstgutsbezirke Hartigswalde, Ramucker Heide und Reußwalde.

### Vor 1945 aufgelöste Gemeinden
- Alt Borowen, 1893 zu Schimiontken
- Adlig Dietrichsdorf, am 30. Januar 1928 zu Dietrichsdorf
- Baldenofen, am 1. November 1928 zu Balden
- Dziersken, am 1. April 1936 zu Neuhof
- Groß Olschau, am 1. Oktober 1935 zu Olschau
- Klein Olschau, am 1. Oktober 1935 zu Olschau
- Köllmisch Dietrichsdorf, am 30. Januar 1928 zu Dietrichsdorf
- Polko, am 1. Juni 1936 zu Windau
- Willuhnen, am 1. April 1936 zu Saffronken
- Wiltzken, 1893 zu Wientzkowen[15]

## Ortsnamen
Im Jahr 1938 wurden viele Gemeinden im Kreis Neidenburg aus politisch-ideologischen Gründen der Abwehr fremdländisch klingender Ortsbezeichnungen umbenannt. Andere erhielten bereits früher und auch aus anderen Erwägungen neue Namen:
- Adlig Kamiontken → Steintal (1932)
- Bartoschken → Bartzdorf (Ostpr.)
- Borrowitzmühle → Dobeneckmühle (?)
- Browienen → Froben
- Camerau → Großmuckenhausen
- Dembowitz → Eichenau (1935)
- Dluszek → Hartigswalde (1932)
- Gniadtken → Grenzhof
- Gorrau → Gorau
- Groß Grabowen → Großeppingen
- Groß Koslau → Großkosel
- Groß Nattatsch → Großseedorf
- Ittowen → Gittau (1927)
- Ittowken → Ittau
- Jablonken → Seehag
- Jedwabno → Gedwangen
- Kadicki → Klein Sakrau, Abbau
- Karlshof → Kleinkarlshof
- Klein Grabowen → Kleineppingen
- Klein Koslau → Kleinkosel
- Klein Nattatsch → Kleinseedorf
- Klyn → Treueneck
- Königlich Kamiontken → Steinau (1931)
- Kownatken → Kaunen
- Lissaken → Talhöfen
- Magilowa → Gebsattel
- Malschöwen → Malshöfen
- Michalken → Michelsau
- Milkowitzmühle → Milkwitzmühle (?)
- Modlken → Moddelkau
- Napierken → Wetzhausen (Ostpr.)
- Neu Borowen → Buschwalde
- Olschau → Struben
- Pawlicken → Palicken
- Piontken → Freidorf (1932)
- Piotrowitz → Alt Petersdorf (1932)
- Powiersen → Waldbeek
- Ptakmühle → Oelsnitzmühle
- Puchallowen → Windau (1936)
- Rekownitza → Großwalde (1921)
- Rettkowen → Rettkau (Ostpr.)
- Rontzken → Hornheim
- Sabloczyn → Sablau
- Sablotschen → Winrichsrode
- Saddek → Gartenau
- Salusken → Kniprode
- Sawadden → Herzogsau
- Sbylutten → Billau
- Schimiontken → Sagsau (1928)
- Sierokopaß → Breitenfelde (1933)
- Sontopp → Santop
- Waschulken → Waiselhöhe
- Wickno → Wickenau
- Wientzkowen → Winsken
- Wiersbau b. Neidenburg → Taubendorf (1928)
- Wolka → Großkarlshof
- Wolla → Grenzdamm
- Wychrowitz → Hardichhausen

## Patenschaft
Anlässlich des „Bundestreffens der Ostpreußen“ in Bochum übernahm die Stadt am 8. Mai 1953 die Patenschaft für die Kreisgemeinschaft Neidenburg, einer Vereinigung der vertriebenen deutschen Bevölkerung aus Stadt und Kreis Neidenburg.
In Bochum ist die Ausstellung Neidenburger Heimatstube zu finden.